# راي بينغر
راي بينغر (بالإنجليزية: Ray Binger)‏ هو مصور سينمائي أمريكي، ولد في 16 نوفمبر 1888 في Pickett, Wisconsin ‏ في الولايات المتحدة، وتوفي في 29 سبتمبر 1970 في مقاطعة أورانج في الولايات المتحدة.

## وصلات خارجية
- راي بينغر على موقع IMDb (الإنجليزية)
- راي بينغر على موقع ألو سيني (الفرنسية)
- راي بينغر على موقع قاعدة بيانات الأفلام السويدية (السويدية)
- راي بينغر على موقع قاعدة بيانات الفيلم (الإنجليزية)
- راي بينغر على موقع كينوبويسك (الروسية)